# Грузинцев, Алексей Петрович
Алексей Петрович Грузинцев (1851—1919) — профессор физики Харьковского университета, Председатель Правления Харьковской Общественной библиотеки. 

## Биография
Родился в Рыбинске 26 февраля (10 марта) 1851 года в семье мелкого чиновника.
Учился в Нижегородской мужской гимназии, которую окончил с серебряной медалью в 1868 году. Продолжил обучение на физико-математическом факультете Казанского университета, который окончил в 1872 году.
Магистерскую диссертацию «Электромагнитная теория света» он защитил в 1893 году; стал приват-доцентом Харьковского университета. Докторскую диссертацию «Электромагнитная теория проводников» защитил в 1899 году и вскоре занял в харьковском университете профессорскую должность. Преподавал также в 1-й Харьковской гимназии.
Был одним из основателей Харьковской общественной библиотеки. В 1886—1908 годах был членом Правления библиотеки; 8 февраля 1906 года был избран председателем Правления и занимал должности до 1907 года; в 1908—1909 годах состоял товарищем председателя Правления.
Действительный статский советник с 1916 года.
В Харьковской городской думе 1919 года входил в кадетскую фракцию.
Был женат на Анне Ивановне Грузинцевой, которая состояла членом Харьковской Общественной библиотеки в течение 25 лет (1890—1914).
Их сын, Григорий Алексеевич Грузинцев, стал математиком; его лекции в Екатеринославском университете оказали особенное влияние на С. М. Никольского.